# ادم آتور
ادم آتور (انگلیسی: Edem Atovor؛ زادهٔ ۱۰ آوریل ۱۹۹۴) بازیکن فوتبال اهل غنا است.